# 下野公忠
下野 公忠（しもつけ の きんただ）は、平安時代中期の武人。下毛野公忠（しもつけの の きんただ）とも。

## 経歴
後一条天皇の御世頃に近衛になり、藤原頼通の随身を兼任した。
今昔物語集巻二十八に長久初年頃に北野の右近馬場で行われた種合(くさあわせ。草合)に参加した逸話がある。